# Chuváxia

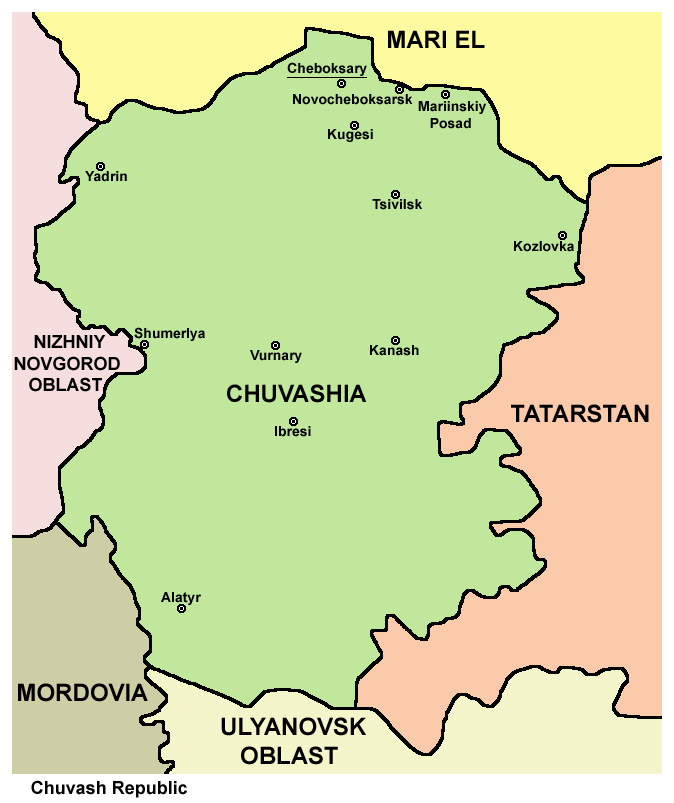

A Chuváxia ou Chuváchia (russo:  Чува́шия, tr. Tchuváshia; em chuvaxo: Чӑваш Ен, tr. Čăvaš Jen) é uma divisão federal da Federação da Rússia. Seu nome oficial é República Chuvaxa — Chuváxia (russo:  Чува́шская Респу́блика — Чува́шия, tr. Tchuváshskaia Respúblika — Tchuváshia; em chuvaxo: Чӑваш Республики — Чӑваш Ен, tr. Čăvaš Respubliki — Čăvaš Jen), e sua capital é Tcheboksary. Fala duas línguas oficiais: o chuvaxo e o russo.
A Chuváxia é dividida em 21 raions:
- Alatyrski
- Alikovski
- Batyrevski
- Iadrinski
- Ialtchikski
- Iantikovski
- Ibresinski
- Kanashski
- Komsomolski
- Kozlovski
- Krasnoarmeiski
- Krasnotchetaiski
- Mariinsko-Posadski
- Morgaushski
- Poretski
- Shermurshinski
- Shumerlinski
- Tcheboksarski
- Tsivilski
- Ourmarski
- Vurnarski

## Cidades
- Alatyr
- Iadrin
- Kanash
- Kozlovka
- Mariinski Posad
- Novotcheboksarsk
- Shumerlia
- Tcheboksary
- Tsivilsk